# Priodontognathus
Priodontognathus (лат.) — сомнительный род динозавров из группы анкилозавров, окаменелые остатки которого были найдены в отложениях верхнего юрского периода (оксфорд) в Йоркшире (Великобритания). Таксон имел сложную историю изучения, иногда ошибочно включался в состав игуанодонтов и стегозавров. Единственный вид — Priodontognathus phillipsii.

## История изучения и таксономия
Гарри Говир Сили, описавший этот род, впервые упомянул голотип (SMC B53408), верхнюю челюсть, в работе 1869 года. В то время Сили составлял каталог окаменелостей Музея Вудварда. Часть из них вошла в коллекцию Форбса, которая после смерти Джеймса Форбса-Янга в 1862 году была передана в дар Кембриджскому университету его сыновьями Чарльзом и Генри. Происхождение этой конкретной окаменелости из той коллекции было неизвестно; сначала считалось, что она была найдена недалеко от Тилгейта в нижнемеловых слоях, но позже выяснилось, что она была обнаружена у побережья Йоркшира в юрских слоях. Изначально Сили предположил, что находка относится к игуанодонам, и выделил его в новый вид Iguanodon Phillipsii. Видовое название дано в честь профессора геологии Джона Филлипса. На тот момент на фрагменте длиной 12,5 см не было видно зубов, сохранилось лишь 17 пустых альвеол. К 1875 году, после того как в ходе последующей препарации были обнаружены замещающие зубы в челюстной кости, Сили понял, что это отдельный таксон, и дал ему родовое название Priodontognathus. Название происходит от древнегреческих prion («пила»), odous («зуб») и gnathos («челюсть»), в связи с формой его зубов.
Поскольку на момент описания бронированные динозавры были малоизвестны, Сили не с чем было сравнивать находку, и в свете этого неудивительно, что позже, в 1893 году, он перепутал их со стегозавром омозавром (ныне дацентрур); стегозавры наиболее близки к анкилозаврам в пределах Thyreophora. Он назвал вид Omosaurus phillipsii по бедренной кости (YM 498), предварительно приравняв этот вид к Priodontognathus phillipsii, несмотря на то, что эти два вида были описаны по несопоставимому материалу.
После этого Priodontognathus обычно считался членом группы Stegosauria, хотя по крайней мере один автор, барон Франц Нопча, заявлял, что это не так, относя его к "Acanthopholididae" (ныне Nodosauridae). Альфред Шервуд Ромер также признал, что это был анкилозавр, хотя он синонимизировал его с гилеозавром.
Galton пересмотрел классификацию этого рода в 1980 году и установил, что это отдельный род, который он сравнил с Priconodon и Sauropelta и отнёс к Nodosauridae. Хотя оценка этого рода как анкилозавра была принята, самостоятельный статус Priodontognathus остался спорным, и с тех пор таксон обычно считается сомнительным родом, занимающим неопределённое положение в пределах Ankylosauria.

### "Omosaurus"phillipsii
Как уже упоминалось, в 1893 году Сили описал по бедренной кости Omosaurus phillipsii, которого стали путать с Priodontognathus phillipsii из-за того, что они упоминались в одной статье (и, возможно, относились к одному роду), а также из-за того, что у них было одинаковое видовое название. Omosaurus phillipsii, ныне известный как "Dacentrurus" phillipsii или "Omosaurus" phillipsii (в зависимости от того, как автор обозначает сомнительный таксон омозавр), является сомнительным видом стегозавров. Galton в 1983 году обнаружил, что у него нет диагностических признаков и что его главное значение заключается в том, что это единственная известная на тот момент окаменелость оксфордских стегозавров. Бедренная кость, состоящая из трёх частей, принадлежит молодому животному.

## Палеобиология
Будучи анкилозавром, Priodontognathus был четвероногим растительноядным животным, обладавшим панцирем для защиты от хищников.